# Экспресс АМ7
Экспресс AM7 — российский телекоммуникационный спутник, изготовлен европейской компанией Airbus DS (ранее EADS Astrium) на базе платформы Eurostar E3000 по заказу ФГУП «Космическая связь» (ГПКС). Экспресс АМ7 запущен 19 марта 2015 года и введен в эксплуатацию в апреле 2015 года. Расчетный срок активного существования спутника составляет 15 лет. 
«Экспресс-АМ7» изготовлен за счет внебюджетных средств в рамках Федеральной космической программы России на 2006—2015 годы. Финансирование создания спутника осуществлялось с использованием кредитной линии, открытой Государственной корпорацией «Банк развития и внешнеэкономической деятельности (Внешэкономбанк)».

## Миссия
Спутник выведен на геостационарную орбиту в точку стояния 40° восточной долготы и предназначен для оказания услуг телерадиовещания, широкополосного
доступа и мультимедиа, передачи данных, телефонии, подвижной связи. 
Спутник формирует один фиксированный луч C-диапазона, три фиксированных луча Ku-диапазона и по одному перенацеливаемому лучу C- и Ku- диапазонов.  Также на аппарате имеются транспондеры L-диапазона. Зона обслуживания фиксированного луча C-диапазона ограничена по долготе примерно 20-м градусом з.д. и 105-м градусом в.д., по широте 25-м градусов с.ш. и 70-м градусом с.ш. В зону обслуживания 1-го фиксированного луча Ku-диапазона входит европейская часть России (кроме Калининградской области), Урал и часть Западной Сибири (включая ЯНАО). В зоне обслуживания 2-го фиксированного луча Ku находятся страны Европы и частично Ближний Восток, 3-го - Индия и прилегающие государства. Перенацеливаемые лучи могут использоваться для обеспечения связи на тех территориях, которые владелец аппарата сочтет наиболее перспективными.

## Полезная нагрузка
Масса спутника — 5720 кг, из них масса полезной нагрузки - 1438,5 кг. Общая мощность источников электропитания спутника - 18 500 Вт, из них потребляемая полезной нагрузкой - 13 665 Вт. Полезная нагрузка Экспресс АМ7 включает  транспондеры C-, Ku- и L-диапазонов. Данные о количестве транспондеров разнятся в различных источниках. Первоначально давалась информация о 62-х транспондерах: 24 С-диапазона, 36 Ku-диапазона и 2 L-диапазона. Владелец спутника ФГУП "Космическая связь" заявляет о 80-ти транспондерах, без детализации по диапазонам (возможно, речь об 80-ти так называемых  "эквивалентных транспондерах" шириной 36 МГц, соответствующих в сумме пропускной способности аппарата)) .